# Teypana
Teypana era un pueblo Piro pueblo que estava situat prop de l'actual Socorro (Nou Mèxic). Una referència de 1598 suggereix que Teypana era al marge oest del riu Grande, per sota del poble de Pilabó (el lloc de l'actual Socorro). Es troba en una llista en part defectuosa de pobles Piro però la referència és problemàtica, ja que no hi ha més informació sobre la ubicació del poble. Teypana (també pronunciat “Teypama”) fou el primer pueblo anomenat Socorro. En 1598 Juan de Oñate i un grup d'avançada dels seus colons va rebre menjar i aigua de la gent de Teypana. En resposta van anomenar a l'assentament "Socorro". Per 1626 el nom s'havia associat amb el pueblo Piro de Pilabó, lloc de la primera missió permanent en territori Piro.
Es creu que Teypana significa vila flor en llengua piro.
Michael Bletzer ha fet un munt d'excavació en un lloc al veïnatge de Luis Lopez on creu que hi havia la vila de Teypana.